# Stand Still, Look Pretty
Stand Still, Look Pretty es el álbum debut del dúo estadounidense The Wreckers. El álbum salió al mercado en 2006 conquistando las listas de música Country de Estados Unidos y Reino Unido. Fue nominado en la categoría "Mejor actuación de un dúo country" en los codiciados premios Grammy.
Sus críticas por parte de los distintos medios de comunicación son generalmente favorables, destacando la puntuación de 8 por parte de All music guide, el 6.7 de Entertainment Weekly o el 6 de Blender. Su media en Metacritics es de 6.90 por los expertos y de 9.60 por los usuarios.

## Lista de canciones
1. "Leave the Pieces" (Billy Austin, Jennifer Hanson) – 3:31
2. "Way Back Home" (Michelle Branch, Jessica Harp) – 3:18
3. "The Good Kind" (Branch, Harp) – 3:45
4. "Tennessee" (Harp) – 4:21
5. "My, Oh My" (Branch, Harp, Wayne Kirkpatrick, Josh Leo) – 3:30
6. "Stand Still, Look Pretty" (Branch, Harp) – 2:46
7. "Cigarettes" (Harp) – 3:18
8. "Hard to Love You" (Branch, John Leventhal) – 3:52
9. "Lay Me Down" (Branch, Harp, Greg Wells) – 3:35
10. "One More Girl" (Patty Griffin) – 5:18
11. "Rain" (Branch) – 4:05
12. "Crazy People" (Branch, Harp) – 3:09
13. "Leave the Pieces" (pop edit) 1
14. "Tennessee" (live) 2

1 Pista 13 en la edición australiana.
2 En la edición limitada que incluía un DVD.
DVD incluye:
1. Making of the "Leave the Pieces" music video
2. "Leave the Pieces" music video

## Posiciones y Ventas
| Stand Still, Look Pretty - Publicación: 23 de mayo de 2006 (Estados Unidos) - Posiciones en las listas: n.º14 EE. UU., n.º 4 EE. UU. Country, n.º 1 UK Country - RIAA certification: Oro (por vender 500.000 copias) - Ventas en Estados Unidos: 382.736 - "The Good Kind" (promo only) - "Leave the Pieces" - "My, Oh My" |

### Sencillos
| Año  | Título                                                         | Álbum                          | Posiciones en las listas | Posiciones en las listas | Posiciones en las listas | Posiciones en las listas | Posiciones en las listas | Posiciones en las listas | Posiciones en las listas | Posiciones en las listas |
| Año  | Título                                                         | Álbum                          | EE. UU.                  | EE. UU. Country          | EE. UU. Pop              | CAN                      | AUS                      | Brasil                   | Indonesia                | Filipinas                |
| ---- | -------------------------------------------------------------- | ------------------------------ | ------------------------ | ------------------------ | ------------------------ | ------------------------ | ------------------------ | ------------------------ | ------------------------ | ------------------------ |
| 2005 | "The Good Kind"                                                | One Tree Hill [The Soundtrack] | -                        | -                        | -                        | -                        | -                        | -                        | 48                       | 27                       |
| 2005 | "I'm Feeling You" (Santana con Michelle Branch y The Wreckers) | All That I Am                  | 55                       | -                        | -                        | 34                       | 1                        | -                        | 10                       | 16                       |
| 2006 | "Leave the Pieces"                                             | Stand Still, Look Pretty       | 34                       | 1                        | 54                       | 20                       | -                        | 70                       | -                        | 3                        |
| 2006 | "My, Oh My"                                                    | Stand Still, Look Pretty       | 87                       | 9                        | -                        | 6                        | -                        | -                        | -                        | -                        |
| 2006 | "Tennessee"                                                    | Stand Still, Look Pretty       | -                        | 33                       | -                        | -                        | -                        | -                        | -                        | -                        |

## Cronología de sus álbumes
Como The Wreckers
- Way Back Home: Live at New York City